# 石油タンカー

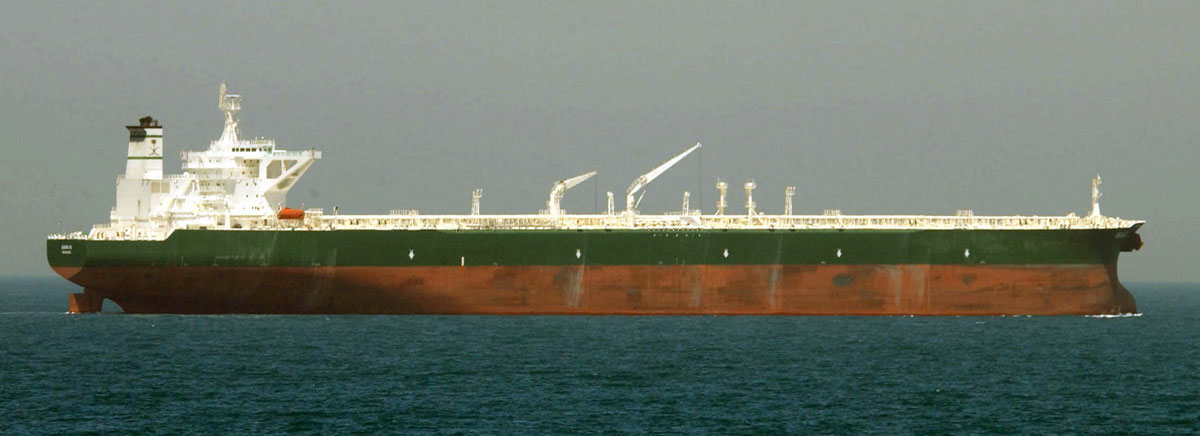
石油タンカー「アブ・カイク」Ab Qaiq

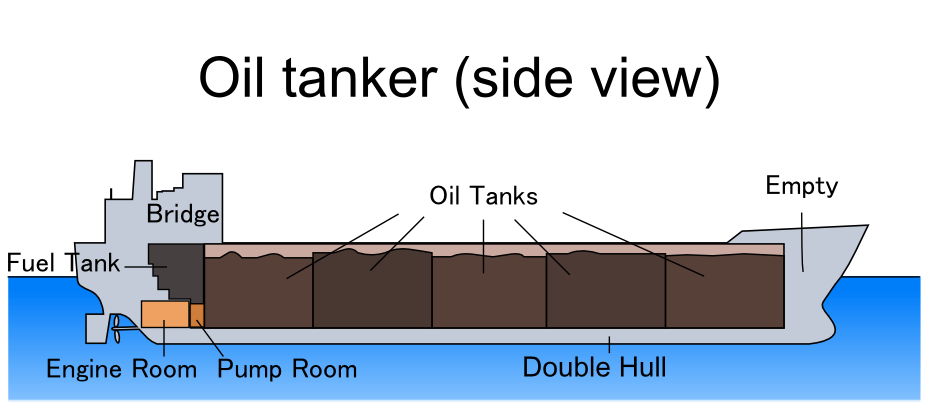
石油タンカーの側面図

石油タンカー（せきゆタンカー）は、石油をばら積みで運ぶために設計された船（タンカー）である。

## 概要
石油タンカーには2つの基本的な分類があり、原油タンカーとプロダクトタンカーに分けられる。原油タンカーは大量の原油を油田から製油所まで輸送する。プロダクトタンカーは一般的にかなり小さく、石油化学製品を製油所から消費市場の近くまで輸送するために設計されている。
石油タンカーは、その使用目的だけではなく大きさによっても分類されている。載貨重量トン数にして数千トン程度の内水面・沿岸用タンカーから、55万トンに達するマンモススーパータンカーまである。2006年6月時点で、1万載貨重量トンを超える石油タンカーは4,024隻ある。タンカーは年間およそ20億トンの石油を輸送している。効率の点ではパイプラインに次ぎ、タンカーによる石油輸送の平均費用は1 ガロン（3.79 リットル）あたり2 - 3 セント程度である。
特殊化した石油タンカーが発展していった。こうした中の1つとして、動いている船に燃料を補給することのできる補給艦がある。標準の石油タンカーの設計の派生形としては他に、鉱石・石油兼用船や、半永久的に繋留されて用いられる浮体式生産貯蔵積出設備などがある。石油タンカーはこれまでに、多くの被害をもたらし世間の耳目を集めた石油流出事故に関わってきた。その結果として石油タンカーの設計と運航には厳しい規制が課されている。

## 歴史

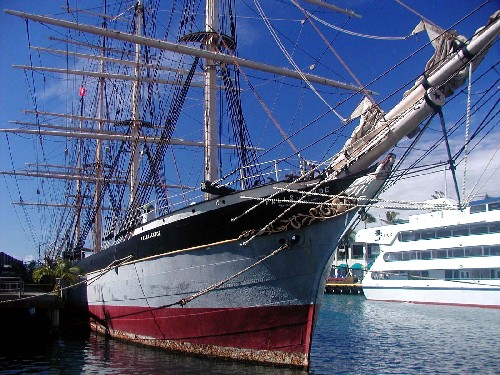
「フォールズ・オブ・クライド」は、アメリカで現存している最も古いタンカーで、世界で唯一の現存する帆走タンカーである

石油輸送の技術は石油産業と共に発展した。人類による石油の利用は先史時代にまで遡るが、最初の近代的・商業的な利用は1850年のジェームズ・ヤングによるパラフィンの生産からとなる。こうした初期には、ミャンマー北部からの石油は陶器の容器に入れて川岸まで輸送され、そこで船倉に入れられていた。
1850年代には、ペンシルベニア州タイタスビル近郊でエドウィン・ドレークが石油を掘り当てて以来、ペンシルベニア州の油田が主な石油の供給源となり、また革新の中心となった。アメリカ合衆国で最初の油田はこの地に1859年に掘られ、当初は1日10 バレルほどの産出であった。2年以内にタイタスビルの油田は1日3,000 バレルの石油を供給するようになった。この頃には既に石油は、屋内・屋外での照明といった用途に用いられる油として、魚やクジラ、野菜から採れる油を置き換えるようになりつつあり、また大西洋を横断した輸出も開始された。
ペンシルベニア産の石油は当初、40 米ガロン（150 リットル）の木製の樽に入れられて、混載のボートや艀が輸送に用いられた。しかし樽による輸送にはいくつかの問題があった。最初の問題は重量で、標準的な空の樽は64 ポンド（約29 kg）ほどで、これは中を満たした樽の全重量の20 パーセントほどに相当する。また、樽は中身が漏れやすく、一方向への輸送にしか用いることができない。そして最後に、樽はそれ自体が値の張るものである。例えば、ロシアの石油産業発展の初期には、樽の値段は石油生産価格の半分を占めていた。
ばら積みでの石油の輸送が多くの地域で多くの手段で試みられた。石油のパイプラインは1860年から存在している。1863年、2隻の帆走タンカーがイングランドのタイン川で建造された。これに続いて、1873年に最初の蒸気推進タンカーであるVaderlandがベルギーの所有者向けにパーマーズ・シップビルディング・アンド・アイアン・カンパニーによって建造された。こうした船の使用は、安全上の問題を懸念したアメリカとベルギーの当局によって抑えられた。1871年時点で、ペンシルベニア油田では石油輸送艀と、今日用いられているものに似た鉄道のタンク車を限定的に用いていた。

### ノーベル兄弟
1876年に、アルフレッド・ノーベルの兄弟であるルートヴィヒ・ノーベル、ロベルト・ノーベルがアゼルバイジャンのバクーで、ノーベル兄弟石油会社 (ブラノーベル) を設立した。19世紀末期、この会社は世界最大級の石油会社であった。
ルードヴィヒは、初期のタンカー開発のパイオニアである。彼はまず、一重船殻の艀で石油をばら積みして運ぶことを試みた。彼が自航式のタンカーへ関心を移すと、多くの問題点にぶつかった。最初の問題点は、火災を避けるために積み荷とそこから出るガスを機関室から隔離することであった。他の問題点としては、温度変化に応じて積み荷が膨張・収縮できるようにしたり、タンクに換気の方法を備えたりといったことがあった。
世界で最初の成功した石油タンカーは、ノーベルの「ゾロアスター」(Zoroaster) であった。彼はSven Almqvistと共にスウェーデンのヨーテボリでこの船を設計した。建造契約は1878年1月に結ばれ、その年のうちにバクーからアストラハンまで最初の航海を行った。ノーベルは、タンカーの設計のどの部分も特許を取得しなかったので、ゾロアスターの設計は広く研究されコピーされた。1878年10月、彼は同じ設計の2隻のタンカー、「ブッダ」(Buddha)、「ノルデンフェールド」(Nordenskjöld) をさらに発注した。
ゾロアスターは、242 ロングトンの灯油を、パイプで連結された2つの鉄製タンクに入れて輸送した。船の中央に機関室が置かれ、1つのタンクがその前方に、もう1つが後方に置かれた。この船は、予備浮力のために21の垂直防水区画を備えていたことがもう1つの特徴であった。船の全長は184 フィート（56 m）、全幅は27 フィート（8.2 m）、喫水は9 フィート（2.7 m）であった。ノーベルの以降のタンカーとは異なり、ゾロアスターの設計はスウェーデンからカスピ海まで、バルト海、ラドガ湖、オネガ湖、ルイビンスク、ヴォルガ・バルト水路、ヴォルガ川を経由して航海できるようになっていた。
ノーベルはそれから、単一船殻設計を採用し始めた。これは船体がタンクの構造の一部をなすものである。1880年11月、彼は最初の単一船殻タンカーである「モーゼ」(Moses) を発注した。1年以内に彼はさらに「モハメド」(Mohammed)、「タターリン」(Tatarin)、「ブラマ」(Bramah)、「スピノザ」(Spinoza)、「ソクラテス」(Socrates)、「ダーウィン」(Darwin)、「コーラン」(Koran)、「タルムード」(Talmud)、「カルマック」(Calmuck)と7隻の単一船殻タンカーを発注した。
ブラノーベルは、初期の石油タンカーの事故も経験している。1881年にゾロアスターの姉妹船、ノルデンフェールドはバクーで灯油を搭載している最中に爆発した。船が突風に煽られて、灯油を流し込んでいたパイプが船倉から引き離されてしまった。そして灯油は甲板に漏れ出し、機械工が灯油ランプの明かりで作業をしていた機関室に流れ込んだ。これにより船は爆発し、乗員の半数が死亡した。ノーベルはこの事故に対して、漏れがより起こりにくい柔軟な積み込みパイプを作ることで対策した。
1883年に石油タンカーの設計は大きく進歩した。ノーベルの会社で働いていたヘンリー・F・スワン (Henry F. Swan) が、ノーベルの3隻のタンカーを設計した。1つか2つの大きな船倉を備える代わりに、スワンの設計では船を横方向の間仕切りでいくつかに分割した船倉を用いていた。これらの船倉はさらに縦方向の間仕切りで右舷側と左舷側に分割されていた。初期の設計では、石油がタンク内で跳ね回って船を転覆させてしまう自由表面効果による安定性問題を抱えていた。しかし船の貯蔵スペースを小さなタンクに分割してしまうという方法では、自由表面効果をほとんどなくすことができた。この現代ではほとんど一般的となった方法は、最初にスワンによってノーベルのタンカー、「ブレスク」(Blesk)、「ルーメン」(Lumen)、「ルックス」(Lux)に用いられた。
1903年、ノーベル兄弟は、それまでの蒸気機関とは対照的に、内燃機関で航行する2隻の石油タンカーを建造した。「ヴァンダル」(Vandal)、「サラマート」(Sarmat) は、最初のディーゼル・エレクトリック船でもあり、750 ロングトンの精製された石油を輸送でき、360 馬力（270 kW）のディーゼルエンジンで駆動されていた。この同じ会社は、すぐにより大きな「エマニュエル・ノーベル」(Emanuel Nobel) や「カール・ハゲリン」(Karl Hagelin) などの4,600 トンで1,200馬力のエンジンを備えた灯油用タンカーの建造へ向かった。

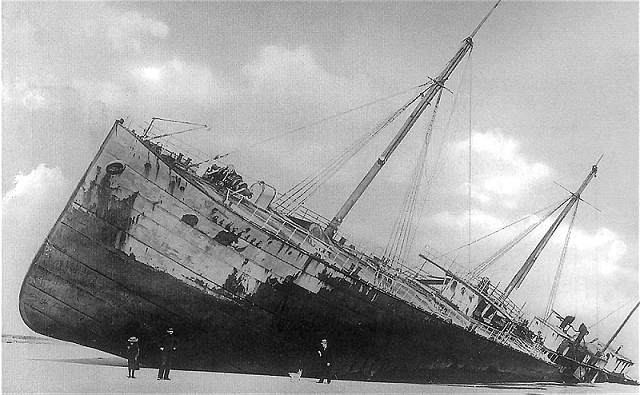
濃霧のためにファイア島のブルー・ポイント・ビーチ (Blue Point Beach) に座礁した「グリュックアウフ」

「グリュックアウフ」(Glückauf) により、タンカーの設計がさらに大きな前進をした。これもまたスワンの設計によるもので、この船は「以降の全てのタンカーの真の先駆者」と呼ばれている。特徴としては、甲板から操作可能なバルブ、石油の主配管、蒸気管、安全を向上するための防油区画、積み荷を載せていない時に海水をバラスト水として搭載する能力などがあった。スタンダード・オイルの代理人であったヴィルヘルム・アントン・リーデマン (Wilhelm Anton Riedemann) によりグリュックアウフとその姉妹船が数隻購入された。1893年にグリュックアウフが失われると、スタンダード・オイルは姉妹船を購入した。

### スタンダード・オイルの独占を打破する
1880年代にはまた、アジアとの石油貿易が開始された。ロシアの石油を極東へスエズ運河経由で輸送することになる発案は、貿易業者のマーカス・サミュエルと船のオーナーでブローカーのフレッド・レーン (Fred Lane) によるものであった。それ以前にスエズ運河を通して石油を輸送しようとする試みは、あまりにリスクが大きいとしてスエズ運河会社により拒否されていた。この問題に対してサミュエルは異なる方法を採った。スエズ運河会社に対して、運河の通航を許可できるタンカーの仕様を問い合わせたのである。
運河会社指定の仕様に従って、サミュエルは北イングランドのウィリアム・グレイ (William Gray) に3隻のタンカーを発注した。3隻は「ミュレックス」(Murex)、「コンチ」(Conch)、「クラム」(Clam)と名づけられ、それぞれ載貨重量トンにして5,010 ロングトンの輸送能力があった。これらの3隻は、今日のシェルの前身であるタンク・シンジケート (Tank Syndicate) の最初のタンカーであった。
ジャカルタ、シンガポール、バンコク、サイゴン、香港、上海、神戸に準備された設備により、まだ発足したばかりの若い会社であったシェルは、アジア市場においてスタンダード・オイルの独占に対する最初の挑戦者となる用意ができた。1892年8月24日、ミュレックスはスエズ運河を通過した最初のタンカーとなった。シェルがロイヤル・ダッチ石油と合併した1907年の時点で、スタンダード・オイルが4隻の蒸気推進タンカーと16隻の帆走タンカーを所有していたのに対して、シェルは34隻の蒸気推進タンカーを所有していた。

### 第一次世界大戦
1915年4月17日に進水したアメリカ海軍の給油艦「モーミー」が、洋上補給の技術の創始となった。その当時としては大型の、載貨重量トンにして14,500 ロングトンの能力で、モーミーは第一次世界大戦の初期、イギリスへ向かう途中の駆逐艦への補給を行った。この技術により、友好国の港の補給能力に依存せずにはるか遠距離で、より長い期間艦隊が海上に留まって活動することが可能となった。チェスター・ニミッツ元帥は、この頃モーミーの副長を務めて、洋上補給の技術を開発するための中心的な役割を果たし、後に第二次世界大戦においてこの港から独立して行動する能力が勝利にとって極めて重要であることを指揮下の艦隊を通じて証明した。
洋上補給はすぐに他の海軍にも取り入れられた。一例として、オーストラリアの給油艦「クルンバ」は、イギリス海軍において1917年から1919年まで洋上補給活動に加わった。
第一次世界大戦中、無制限潜水艦作戦によりタンカーが不足した。当時の駐英アメリカ大使であるウォルター・ハインズ・ページは、「潜水艦部隊は、世界中で貨物船が建造されるペースよりも速く沈めつつある。このように、ドイツ人たちは成功しつつある。この状況が充分長く続けば、連合国はもう終わりだ。例えば、彼らは最近数多くのタンカーを撃沈したため、これによりこの国は、たとえグランドフリート（本国艦隊）に充分な燃料を供給しなかったとしても、すぐにも危険な状況になってしまうかもしれない。」と書いている。ジョルジュ・クレマンソーはアメリカ合衆国のウッドロウ・ウィルソン大統領に対して、「ガソリンは来るべき戦いにおいて、血液と同じくらい重要です。ガソリンの供給不足は、たちまち我々の軍隊を麻痺させてしまうでしょう」と書いている。ウィルソンはこれに強く反応した。アメリカ合衆国船舶委員会は、アメリカの全ての船を徴発し、また全ての造船所を監督下に置いた。前例の無い13億ドルの予算がこの目的に投じられた。ホグ島に世界最大の造船所が建設され、そこで建造された船はホグ・アイランダーとして知られる。
第一次世界大戦前の全世界のタンカーは200万トンを少し超える程度であったのに対して、1916年から1921年までの間に316隻320万トンのタンカーが建造された。1923年の時点で80万ロングトン分の船が休航状態になり、ダニエル・ケイト・ルードヴィヒのような投機家に大きなチャンスをもたらした。1925年に彼は貨物船「フェニックス」(Phoenix) を買い、船倉にタンクをしつらえた。こうしたリベット接合されたタンクは内容物が漏れ、可燃性の混合物ができてしまった。結果として発生した爆発により船員2人が死亡し、ルードヴィヒも酷く負傷した。この後、彼は溶接技術の強い信奉者となった。

### 第二次世界大戦

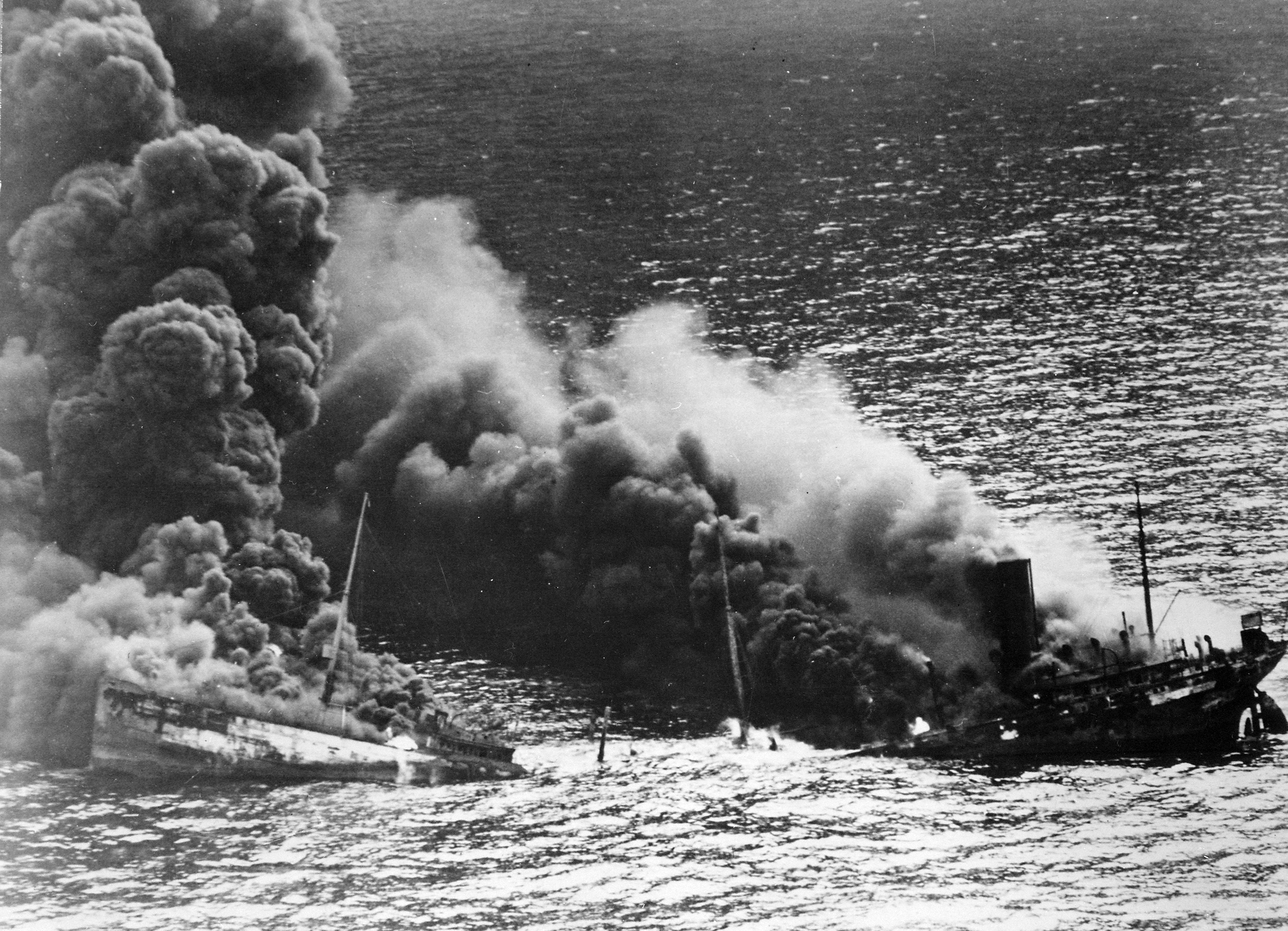
第二次世界大戦では、連合国のタンカーがしばしばUボートに攻撃された

石油タンカー、特にT2 タンカーは、第二次世界大戦において重要な役割を果たした。載貨重量トン 16,613 トンの容積を持つT2-SE-A1型は、大戦中に500隻近く建造された中で最も一般的な派生型であった。大戦後、こうしたタンカーは数十年にわたり商業目的で使用され、多くは国際市場で売却された。
1956年まで、タンカーはスエズ運河を通航できるように設計されていた。1956年の第二次中東戦争（スエズ動乱）の最中に運河が閉鎖されると、この大きさ制限はあまり重要ではなくなった。喜望峰周りで石油を輸送しなければならなくなり、船の所有者たちはより大きなタンカーが効率的な輸送の鍵となることに気付いた。

### スーパータンカーの時代
第二次世界大戦以降、タンカーは大きさの点で大きく成長した。第二次世界大戦期の典型的なT2型タンカーは全長532 フィート（162 m）で載貨重量トン16,500 トンの容量であった。現代の超大型原油タンカー (ULCC: Ultra Large Crude Carrier) は、全長1,300 フィート（400 m）、載貨重量トン500,000 トンにもおよぶ。いくつかの要素がこの成長をもたらした。中東における戦闘がスエズ運河の通航を中断させたことも要素であるし、また中東の製油所が国有化されたことも要素である。船主間の猛烈な競争もまた原因となった。しかしこうした要素が無かったとしても、単純な経済的原則で、石油タンカーが大きいほどより安く原油を輸送でき、伸び続ける石油需要に応えられるということがあった。
1958年にアメリカの船舶関係の有力者であるダニエル・K・ルードヴィヒが満載排水量10万トンの壁を破った。彼の「ユニバース・アポロ」(Universe Apollo) は、同じルードヴィヒの所有船でそれ以前の記録を保持していた「ユニバース・リーダー」(Universe Leader) から23 パーセント大型化して104,500 トンとなった。

「ノック・ネヴィス」は世界最大級のビルの大きさに匹敵する

これまで建造された世界最大のスーパータンカーは、1979年に住友重機械工業追浜造船所で建造され、1980年に日本鋼管津製作所で船体延長された「シーワイズ・ジャイアント」(Seawise Giant) である。この船は載貨重量トン564,763 トンの容量があり、全長は458.45 m、喫水は24.611 mある。46のタンクを備え、31,541 平方メートルの甲板があり、大きすぎてイギリス海峡を通航できない。
シーワイズ・ジャイアントは1989年に「ハッピー・ジャイアント」(Happy Giant)へ、1991年に「ヤーレ・バイキング」(Jahre Viking) へ改称された。1979年から2004年まではロキ・ストリーム (Loki Stream) が所有しており、その後ファースト・オルセン・タンカーズに買収されてノック・ネヴィスへと改称し、永久繋留されて石油貯蔵用のタンカーとなった。
2008年現在、世界最大の稼動中のスーパータンカーはTIクラススーパータンカーで、「TIアジア」(TI Asia)、「TIヨーロッパ」(TI Europe)、「TIオセアニア」(TI Oceania)、「TIアフリカ」(TI Africa)の4隻がある。これらの4隻は、2002年から2003年にかけてギリシャのヘレスポント汽船会社 (Hellespont Steamship Corporation) 向けに「ヘレスポント・アルハンブラ」(Hellespont Alhambra)、「ヘレスポント・メトロポリス」(Hellespont Metropolis)、「ヘレスポント・タラ」(Hellespont Tara)、「フェアファックス」(Fairfax) として、韓国の造船会社大宇造船海洋により建造された。ヘレスポントはこれらの船を2004年にオーバーシーズ・シップホールディング・グループおよびユーロナブへ売却した。
これら4隻の姉妹船はそれぞれ載貨重量トンにして441,500 トン以上の容量を持ち、全長は380.0 m、積み荷の搭載能力は3,166,353 バレル（503,409,900 リットル）に達する。ここ25年ほどで初めて建造されたULCCであり、また二重船殻で建造された最初のULCCでもある。より小さなULCCと区別するために、これらの船はしばしばV-Plusクラスとして識別されている。2008年2月、所有者はTIアフリカとTIアジアをカタール近郊のアル・シャヒーン油田に設置する固定式の浮体貯蔵積出設備に2009年末に改造する計画を発表した。
パイプラインを除けば、こんにちタンカーはもっとも安く石油を輸送する手段である。世界中で、タンカーは年間約20億バレル（3.2×1011 リットル）を輸送し、タンカーによる輸送費用は1 ガロンあたりわずか2 セントほどである。

## 大きさの分類
| AFRAスケール                          | AFRAスケール      | 市場基準のスケール | 市場基準のスケール | 市場基準のスケール | 市場基準のスケール |
| 分類                                  | 載貨重量トン      | 分類               | 載貨重量トン       | 新造価格           | 中古価格           |
| 一般目的タンカー(GP: General Purpose) | 10,000 - 24,999   | プロダクトタンカー | 10,000 - 60,000    | 4300万ドル         | 4250万ドル         |
| 中規模タンカー(MR: Medium Range)      | 25,000 - 44,999   | パナマックス       | 60,000 - 80,000    | 4300万ドル         | 4250万ドル         |
| 大規模1 (LR1: Large Range 1)          | 45,000 - 79,999   | アフラマックス     | 80,000 - 120,000   | 5800万ドル         | 6070万ドル         |
| 大規模2 (LR2: Large Range 2)          | 80,000 - 159,999  | スエズマックス     | 120,000 - 200,000  | 5800万ドル         | 6070万ドル         |
| VLCC (Very Large Crude Carrier)       | 160,000 - 319,999 | VLCC               | 200,000 - 320,000  | 1億2000万ドル      | 1億1600万ドル      |
| ULCC (Ultra Large Crude Carrier)      | 320,000 - 549,999 | ULCC               | 320,000 - 550,000  | 1億2000万ドル      | 1億1600万ドル      |

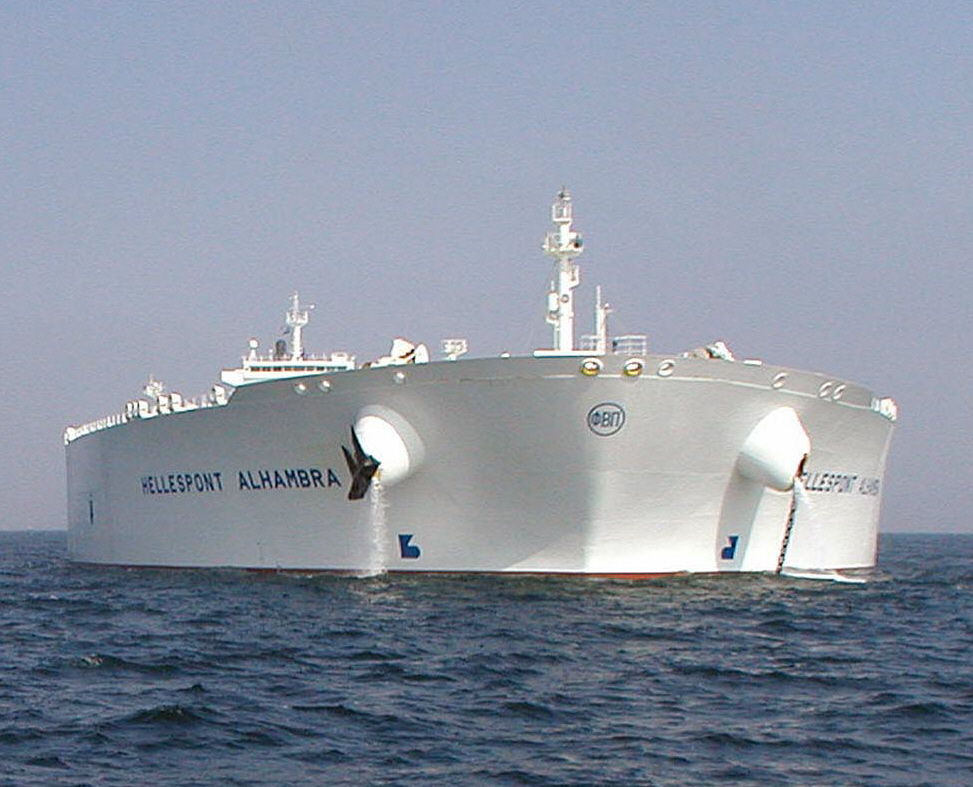
「ヘレスポント・アルハンブラ」（後の「TIアジア」）、TIクラススーパータンカーの1隻で、現在海で用いられている船で最大のもの

1954年、シェル石油はaverage freight rate assessment (AFRA) というタンカーの大きさを分類する仕組みを開発した。これを独立した基準にするため、シェルはロンドン・タンカー・ブローカーズ・パネル (LTBP: London Tanker Brokers' Panel) の意見を求めた。当初、彼らはタンカーを載貨重量トン25,000 トン以下の一般目的 (GP: General Purpose)、25,000 トンから45,000 トンの中規模（MR: Medium Range)、45,000 トンより大きなその当時としては巨大な船を大規模（LR: Large Range) に分類していた。1970年代を通じて船は大きくなり、これにより再分類が行われた。
税務当局が、内部の徴税資料が正しいことを示す証拠を必要としていたため、この仕組みは税務目的で開発された。ニューヨーク・マーカンタイル取引所が1983年に原油の先物取引を開始する前は、契約ごとに異なりうる石油の正確な価格を確定することは難しかった。この仕組みを最初に使用した、シェルとブリティッシュ・ペトロリアムは1983年にAFRAシステムを廃止し、後に他のアメリカの石油会社も続いた。しかしながら、このシステムはこんにちでもまだ使われている。これ以外に柔軟な市場基準のスケールがあり、これは典型的な輸送経路と50万バレル単位のロットを用いている。
商用の石油タンカーは、原油から精製された石油製品まで、幅広い液体炭化水素を輸送している。これらの大きさは載貨重量トン (deadweight metric tons) の単位で測定される。なかでも原油タンカーは大きく、パナマックスサイズの55,000 トンほどの船から44万トンを超えるULCCまである。
「スーパータンカー」という言葉は、最大規模のタンカーを示すために用いられる非公式な用語である。こんにち、この言葉は25万トンを超えるVLCC、ULCCに対して用いられる。これらの船は200万バレルの石油を輸送できる。比較として、2005年のスペインとイギリスの合計石油消費量は1日およぼ340万バレル（54万立方メートル）であった。
その巨大さのため、スーパータンカーは満載状態では入港できないことがしばしばある。こうした船は積み荷を沖合いプラットフォームなどで積み込める。一方航海を終えると、こうした船はしばしば積み荷を沖合いの指定された積み替えポイントでより小さなタンカーへ移し替える。スーパータンカーの航海は一般的に長く、長い期間、最大で1回に70日ほど海に留まる必要がある。
1万トン以下から8万トンのパナマックス船までの、より小さなタンカーは一般的に精製された石油製品を輸送し、プロダクトタンカーとして知られている。1万トン以下のもっとも小型のクラスのタンカーは、通常沿岸部や内陸の水路で用いられている。かつてはアフラマックスやスエズマックスなどの小型の船もスーパータンカーと呼ばれていたが、今ではもうスーパータンカーとはみなされていない。

## 用船
貨物を輸送するために船を借りる行為を用船（または傭船）という。タンカーは4種類の用船契約に基づいて借り受ける。航海用船 (voyage charter)、定期用船 (time charter)、裸用船 (bareboat charter)、数量運送契約 (contract of affreightment) である。航海用船では、借受者は積み込む港から積み降ろす港まで船を借り受ける。定期用船では、借受者が指定する航海を実施するために船をある期間借り受ける。裸用船では、借受者は船の運航者兼管理者となり、船員を雇ったり船を保守したりといった責任まで負う。最後に数量運送契約では、借受者はある一定量の積み荷をある指定した期間に指定した規模で輸送することを指示するもので、例えば「100万バレルのJP-5燃料を1年以内の期間で、25,000バレル単位の船積み」というように指定できる。締結された契約は用船契約 (charter party) と呼ばれる。
用船契約の主な観点としては貨物運賃がある。タンカーの用船契約の貨物運賃は、4種類のうちの1つで指定される。ランプ・サム・レート (lump sum rate)、レート・パー・トン (rate per ton)、期間用船等価レート (time charter equivalent rate)、ワールドスケール・レート (worldscale rate)である。ランプ・サム・レートの契約では、指定された積み荷の輸送に関して固定した運賃が交渉され、船の所有者・運航者は港に関わる経費やその他の航海に掛かる費用全てを支払う。レート・パー・トンの契約は主にケミカルタンカーの用船に用いられ、港の経費や航海費用を借受者が支払うという点がランプ・サム・レートとは異なっている。期間用船契約では1日あたりの費用を指定し、港の経費と航海費用は一般的に借受者が支払う。
ワールドワイド・タンカー・ノーマル・フレイト・スケール (Worldwide Tanker Normal Freight Scale) は、しばしば単にワールドスケール (Worldscale) と呼ばれ、ロンドンとニューヨークのワールドスケール・アソシエーションズ (Worldscale Associations) によって合同で設定・運営されている。ワールドスケールでは、世界中の任意の2つの港間で1 トンの製品を輸送する基準価格を設定している。ワールドスケールに基づく交渉では、運航者と借受者はワールドスケール・レートに対するパーセンテージで価格を決定する。ワールドスケールの基準価格はWS 100と表示される。もしある用船契約がワールドスケール・レートの85 パーセントに設定された場合、WS 85と表現される。同様に、ワールドスケール・レートの125 パーセントに設定した用船契約はWS 125と表現される。

### 近年の市場
| 最近の定期用船等価レート       |                                |                                             |             |             |             |
| 船の大きさ                     | 積み荷                         | 経路                                        | 2004年      | 2005年      | 2006年      |
| VLCC                           | 原油                           | ペルシャ湾 - 日本                           | 95,250 ドル | 59,070 ドル | 51,550 ドル |
| スエズマックス                 | 原油                           | 西アフリカ – カリブ海または北アメリカ東海岸 | 64,800 ドル | 47,500 ドル | 46,000 ドル |
| アフラマックス                 | 原油                           | 地中海横断                                  | 43,915 ドル | 39,000 ドル | 31,750 ドル |
| 全ての種類のプロダクトタンカー | 全ての種類のプロダクトタンカー | カリブ海 - 北アメリカ東海岸またはメキシコ湾 | 24,550 ドル | 25,240 ドル | 21,400 ドル |

2007年現在、用船市場は全てのタンカーの部門において常に変動している。市場は、石油の需要と供給だけではなく石油タンカーの需要と供給など、広い範囲の要素によって影響されている。特に、冬の気温、タンカーの過剰船腹、ペルシャ湾での供給変動、製油所の運営中断といった要素がある。
2006年には、継続した石油価格上昇は需要に対して大きな影響を与えなかった。タンカーの全ての市場部門において良い年であったが、2004年や2005年ほどではなかった。石油価格高騰の中で、地政学的な緊張、石油供給中断の恐れ、伸びつつある石油需要がこの年のタンカーの市況を引っ張った。アメリカや西ヨーロッパではゆっくり需要が伸びたのに対して、中国のような成長中の経済圏では急速な需要の伸びをもたらした。こうした強みにもかかわらず、5つあるタンカー運賃の指標は2006年を通じてどれも下落した。プロダクトタンカーの需要はアジア、特に中国とインドの経済成長により増加したが、これより前の2年間に比べて平均のこれらの船の期間用船等価収入は減少した。
2006年には、期間用船は長期間になる傾向があった。その年の期間用船契約のうち、58 パーセントは24年かそれ以上で、14 パーセントは12年から24年、4 パーセントは6年から12年で、24 パーセントが6年未満であった。船齢が5年の載貨重量トン280,000 トンのタンカーを1年定期用船する平均の値段は、2005年12月の1日当たり56,500 ドルから2007年9月の1日当たり53,000 ドルまで、2006年9月の1日あたり64,500 ドルを最高値として変動していた。
2007年前半はかなり市場が堅調であったが、後半はかなり下落した。しかしながらこの年の年末に向けて、高い燃料油価格による減速航行や石油生産の急な増加、長い輸送経路などから、タンカーの船腹は不足に向かった。突然にVLCCの1日あたりの借受費用は2万ドルから20万 - 30万ドルへと跳ね上がり、さらにこれより高い価格さえ記録された。
2003年から、新船に対する需要は増加し始め、2007年には造船所の受注残高は記録的な水準に達し、造船能力を超過して結果として新造価格の高騰をもたらした。
大きな石油タンカー船体の所有者としては、ティーケイ・コーポレーション (Teekay Corporation)、フロントライン、商船三井、オーバーシーズ・シップホールディング・グループ、ユーロナブがある。

### タンカー会社大手
タンカーを所有する世界の大手会社は次のとおり。関連企業に、造船会社、タンカーリース会社やオペレーション会社、コンテナ製造会社などがある。        
| 社名                                                     | 英語社名                                  | 本社所在地                     | 設立年 | 親会社                         | 子会社                                       | 前身会社                               | 2008年 上位30社 (スペック) | 2009年 上位30社 | 2023年 上位10社 |
| -------------------------------------------------------- | ----------------------------------------- | ------------------------------ | ------ | ------------------------------ | -------------------------------------------- | -------------------------------------- | -------------------------- | --------------- | --------------- |
| ティーケイ                                               | Teekay                                    | カナダ                         | 1973   | ティーケイ・コーポレーション   |                                              |                                        | 1                          | 2               | 2               |
| フロントライン                                           | Frontline                                 | キプロス                       | 1985   |                                | フロントライン・マネジメントAS（ノルウェー） |                                        | 2                          | 1               | 5               |
| 商船三井                                                 | Mitsui OSK Lines                          | 日本                           | 1964   |                                | 東京マリン                                   | MOLタンクシップ・マネージメント        | 3                          | 3               | 1               |
| オーバーシーズ・シップホールディング・グループ           | Overseas Shipholding Group                | アメリカ合衆国                 | 1948   |                                |                                              |                                        | 4                          | 4               |                 |
| ユーロナブ                                               | Euronav                                   | ベルギー                       | 1995   |                                |                                              |                                        | 5                          | 7               | 3               |
| タンカー・パシフィック・マネージメント                   | Tanker Pacific Management                 | シンガポール                   | 1989   |                                |                                              |                                        | 6                          | 11              |                 |
| クリステン・ナビゲーション                               | Kristen Navigation                        | ギリシャ                       | 1992   |                                |                                              |                                        | 7                          | 12              |                 |
| 日本郵船                                                 | Nippon Yusen Kaisha                       | 日本                           | 1885   |                                |                                              |                                        | 8                          | 9               |                 |
| MISCバーハッド                                           | MISC Berhad                               | マレーシア                     | 1968   |                                |                                              |                                        | 9                          | 10              |                 |
| ツアコス・エネジー・ナビゲーション                       | Tsakos Energy Navigation                  | ギリシャ                       | 1993   | ツアコス・グループ             |                                              | Maritime Investment Fund Ltd (MIF Ltd) | 10                         | 16              | 7               |
| バーリ                                                   | Bahri                                     | アラブ首長国連邦               | 1978   |                                |                                              | Vela International Marine（1984年）    | 11                         | 8               |                 |
| ナショナル・イラニアン・タンカー                         | National Iranian Tanker Co                | イラン                         | 1955   | ナショナル・イラニアン・オイル |                                              |                                        | 12                         | 5               |                 |
| HMM                                                      | Hyundai Merchant Marine                   | 韓国                           | 1976   | 現代グループ                   |                                              | 現代商船                               | 13                         | -               |                 |
| BWグループ                                               | BW Group                                  | イギリス、シンガポール、カナダ | 1955   |                                |                                              | BW Shipping BWMaritime                 | 14                         | 13              | 6               |
| ダイナコム・タンカーズ・マネジメント                     | Dynacom Tankers Management                | インド                         | 1991   |                                |                                              |                                        | 15                         | 17              |                 |
| マースク・タンカーズ                                     | Maersk Tankers                            | デンマーク                     | 1928   |                                |                                              |                                        | 16                         | 14              |                 |
| BPシッピング                                             | BP Shipping                               | イギリス                       | 1915   | BP（1909年）                   |                                              |                                        | 17                         | 19              |                 |
| ソヴコムフロト                                           | Sovcomflot                                | ロシア                         | 1988   |                                |                                              |                                        | 18                         | 6               |                 |
| ノヴォロシースク・シッピング                             | Novorossiysk Shipping Company             | ロシア                         | 1964   |                                |                                              |                                        | 19                         | -               |                 |
| ナショナル・シッピング・カンパニー・オブ・サウジアラビア | National Shipping Company of Saudi Arabia | サウジアラビア                 | 1978   |                                |                                              |                                        | 20                         | 23              |                 |
| シッピング・コーポレーション・オブ・インディア           | Shipping Corporation of India             | インド                         | 1961   |                                |                                              |                                        | 21                         | 22              |                 |
| ゼナマリス                                               | Thenamaris                                | ギリシャ                       | 1972   |                                |                                              |                                        | 22                         | 25              |                 |
| TORM                                                     | TORM                                      | デンマーク                     | 1889   |                                |                                              |                                        | 23                         | 21              |                 |
| シェブロン・シッピング                                   | Chevron Shipping                          | アメリカ合衆国                 | 1957   | シェブロン（1879）             |                                              |                                        | 24                         | 20              |                 |
| 中国遠洋運輸                                             | COSCO Group                               | 中国                           | 1961   |                                |                                              |                                        | 25                         | 18              |                 |
| クウェート・オイル・カンパニー                           | Kuwait Oil Tanker Co.                     | クウェート                     | 1957   |                                |                                              |                                        | 26                         | 28              |                 |
| タイタン・オーシャン                                     | Titan Ocean Pte                           | シンガポール                   | 1997   |                                |                                              |                                        | 27                         | -               |                 |
| 中海発展                                                 | China Shipping Development                | 中国                           | 1997   |                                |                                              |                                        | 28                         | 27              |                 |
| SKグループ                                               | SK Group                                  | 韓国                           | 1953   |                                |                                              | SK Shipping                            | 29                         | 26              |                 |
| ミネルバ・マリン                                         | Minerva Marine                            | ギリシャ                       | 1996   |                                |                                              |                                        | 30                         | 29              |                 |
| ユニヴァン・シップ・マネージメント                       | Univan Ship Management                    | 中国                           | 1973   |                                |                                              |                                        | -                          | 15              |                 |
| オーシャン・タンカーズ                                   | Ocean Tankers Pte                         | シンガポール                   | 1978   |                                |                                              |                                        | -                          | 24              |                 |
| 海宏輪船                                                 | Associated Maritime Co                    | 中国                           | 2001   |                                |                                              |                                        | -                          | 30              |                 |
| XTグループ                                               | XT Group                                  | イスラエル                     | 1997   |                                |                                              | オフェル・ブラザーズ・グループ         | -                          | -               |                 |
| スコーピオ・タンカーズ                                   | Scorpio Tankers Inc                       | モナコ、マーシャル諸島         | 2009   |                                |                                              |                                        | -                          | -               | 4               |
| DHT                                                      | DHT Holdings                              | イギリス                       | 2005   | BWグループ                     |                                              |                                        | -                          | -               | 8               |
| ナヴィオス・マリタイム・ホールディングス                 | Navios Maritime Holdings                  | ギリシャ                       | 1992   |                                |                                              |                                        | -                          | -               |                 |
| SFL                                                      | SFL                                       | バミューダ、イギリス           | 2003   |                                |                                              |                                        | -                          | -               | 9               |
| インターナショナル・シーウェイズ                         | International Seaways                     | アメリカ合衆国                 | 1999   |                                |                                              |                                        | -                          | -               | 10              |
| ノルディック・アメリカン・タンカーズ                     | Nordic American Tankers                   | アメリカ合衆国                 | 1995   |                                |                                              |                                        | -                          | -               |                 |

### 海上保険料
海上保険料は通常、積荷の価額の約1％であるが、戦争リスクにより値上げされる場合がある。
ロシアのウクライナ侵攻では、黒海を運行するタンカーの保険料を、積荷価額の1.2%から1.25%とする値上げがあった。12万トンから20万トンの原油を輸送できるスエズマックス型では20万ドル程度の値上がりになり（1ドル120円の場合2400万円）、ロシア産原油をインドまで輸送する場合の保険料が、1航海当たりで100万ドル近くかかる事態になった（1ドル120円の場合1億2000万円）。
日本の石油の輸入量は1990年代前半以降、減少傾向にある。

## タンカー船団の特徴
2005年時点で、石油タンカーの載貨重量トンは世界中の船のうち36.9 パーセントを占めた。世界中の石油タンカーの載貨重量トンは、1970年の3億2610万トンから2005年の9億6000万トンへと増加した。ばら積み貨物船と石油タンカーを合計した載貨重量トンは、世界中の船の72.9 パーセントを占める。

### 貨物の動き
2005年には、24億2000万トンの石油がタンカーで輸送された。このうち76.7 パーセントは原油で、他は精製された石油製品である。これはこの年の海上輸送の34.1 パーセントを占める。輸送された重量に輸送された距離を掛けると、石油タンカーは2005年に石油を11兆7050億トンマイル（約18兆7280億トンキロ）を輸送している。
比較として、1970年には14億4000万トンの石油がタンカーで輸送された。これはこの年の海上輸送の34.1 パーセントを占めた。輸送された重量に輸送された距離を掛けると、1970年にはタンカーは6兆4870億トンマイル（10兆3792億トンキロ）を輸送した。
国際連合では石油タンカーの生産性に関する統計も取っており、この統計では積載可能重量1 トンあたりの輸送トン数と、積載可能トン数1 トンあたりの輸送トンマイルについて述べている。2005年には、タンカーの1 載貨重量トンあたり6.7 トンの積み荷が輸送されている。同様にタンカーの1 載貨重量トン当たり 32,400 トンマイル（51,840 トンキロ）を輸送した。
2005年における主な積み込み港は西アジア、西アフリカ、北アフリカ、カリブ海にあり、それぞれ1億9630万トン、1億9630万トン、1億3020万トン、2億4660万トンの積み荷がこれらの地域で積み込まれた。主な積み降ろし港は北アメリカ、ヨーロッパ、日本にあり、それぞれ5億3770万トン、4億3840万トン、2億1500万トンの積み荷がこれらの地域で積み降ろされた。

### 船籍国
アメリカ中央情報局の統計によれば、2007年現在世界中で載貨重量トン1,000 トン以上の石油タンカーは4,295 隻ある。パナマが528隻の登録で世界一の石油タンカーの船籍国である。200隻以上登録されている他の国は、リベリア（464隻）、シンガポール（355隻）、中華人民共和国（252隻）、ロシア（250隻）、マーシャル諸島（234隻）、バハマ（209隻）である。比較として、アメリカ合衆国は59隻、イギリスは27隻登録されている。

#### 便宜置籍国
最初の便宜置籍国はパナマで、1916年のことであった。政治的な不安定性への不安と高い領事費用から、リベリアの大統領ウィリアム・タブマンは1948年にエドワード・ステティニアスの助けの下に便宜置籍の登録を開始した。スタブロス・ニアルコスの所有する「ワールド・ピース」(World Peace) が最初の登録をした船であった。1967年にはイギリスを追い抜いてリベリアが最大の船籍国となった。こんにちでは、パナマが世界最大の船籍国で、リベリアと合わせて世界の船の3分の1が登録されている。
便宜置籍船は、しばしば質が低く、質の低い設備・船員を有しており、船籍国の船舶当局ではなく伝統的な海運国や船級協会が船の検査をし保証することがよくある。これにより、船は船籍登録国との経済的なつながりが薄くなるので、船舶所有者にとっては船籍国を変えることが魅力的な選択肢となる。これに伴い、船級協会と伝統的な海運国の関係もはっきりとしなくなり、例えばロイド船級協会とイギリス、アメリカ船級協会とアメリカ合衆国の関係がはっきりしなくなる。これにより船級を変更することが容易になり、「クラスホッピング」（class hopping、参考訳: 船級とばし）という新しい現象が発生するようになった。現行の船級に満足していない船舶所有者は、かなり容易に異なる船級へ変更することができる。これにより船級協会間で更なる競争を引き起こし、より規制を緩和させることになった。これが船舶業界や欧州委員会からの船級協会への信頼を損なわせることになった。
こうした「クラスホッピング」に対抗するために、国際船級協会連合では船級変更協定 (TOCA: Transfer Of Class Agreement) を締結した。
1978年に、多くのヨーロッパ諸国は、船舶上での労働条件が国際労働機関の規定に従っているかどうかを監査するというハーグでの覚書に合意した。その年、「アモコ・カディス」が沈没した後、安全や環境汚染に関しても監査することが決定された。この目的を達するために1982年に、現在24のヨーロッパ諸国とカナダで構成されるパリ覚書が合意され、ポートステートコントロールが確立された。実際のところ、これは船籍国、特に仕事を船級協会に丸投げしてしまっている便宜置籍国が検査義務を果たしていないことへの対応であった。

### 船のライフサイクル

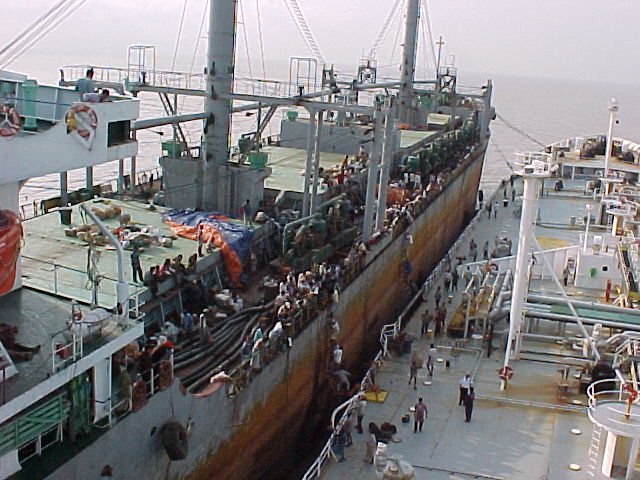
タンカーは、解体場までの最後の航海に際して穀物などの一般的ではない積み荷を運ぶことがある

2005年には、世界中の石油タンカーの平均船齢は10年であった。このうち、31.6 パーセントは4年以下、14.3 パーセントは20年以上であった。2005年には475 隻の新しい石油タンカーが建造され、この合計は載貨重量トンにして3070万トンであった。こうした新造タンカーの平均の大きさは載貨重量トン 64,632 トンであった。このうち19 隻はVLCCで、19 隻はスエズマックス、51 隻はアフラマックス、残りはこれより小さなものであった。比較として載貨重量トンで、1980年には800万トン、1990年には870万トン、2000年には2080万トンの石油タンカーが建造された。
船舶は通常船舶解体により船隊から外れることになる。船舶所有者と買い取り業者は船舶の空虚重量（軽荷排水量 LDT: light ton displacement）やスクラップ金属市場での価格に基づいて解体価格を交渉する。1998年には、インドのアラン (Alang) や、バングラデシュのチッタゴンに位置する船舶解体業者によりほぼ700隻が解体された。載貨重量トンにして、2004年には780万トン、2005年には570万トンの石油タンカーが解体された。2000年から2005年にかけて、毎年解体される石油タンカーの容量は載貨重量トンにして560万トンから1840万トンまでの間であった。石油タンカーは、同じ期間に世界で解体された船舶の56.5 パーセントから90.5 パーセントを占めた。この時期、解体された石油タンカーの平均船齢は26.9年から31.5 年ほどであった。

### 船の価格
| 大きさ                      | 1985年     | 2005年        |
| --------------------------- | ---------- | ------------- |
| 32,000 トン - 45,000 トン   | 1800万ドル | 4300万ドル    |
| 80,000 トン - 105,000 トン  | 2200万ドル | 5800万ドル    |
| 250,000 トン - 280,000 トン | 4700万ドル | 1億2000万ドル |

2005年には、新造石油タンカーの価格は載貨重量トン32,000 トン - 45,000 トンクラスで4300万ドル、80,000 トン - 105,000 トンクラスで5800万ドル、250,000 トン - 280,000 トンクラスで1億2000万ドルであった。1985年にはこれらの価格はそれぞれ1800万ドル、2200万ドル、4700万ドルであった。
石油タンカーはしばしば中古で売却される。2005年には載貨重量トンにして2730万トンの石油タンカーが中古で売却された。2005年時点での代表的な価格を挙げると、40,000 トンのタンカーに対して4250万ドル、80,000 トン - 95,000 トンのタンカーに対して6070万ドル、130,000 トン - 150,000 トンのタンカーに対して7300万ドル、250,000 トン - 280,000 トンのタンカーに対して1億1600万ドルといったものである。

## 現在の構造設計・工学
石油タンカーは一般に8から12のタンクを備えている。各タンクは前後方向の間仕切りにより2つから3つの独立区画に分割されている。タンクには船首部を1番として順番に番号がつけられている。各区画はタンクの番号と横方向の位置により「1番左舷側」「3番右舷側」「6番中央」のように参照される。
防油区画 (cofferdam) は、熱・火災・衝突防護のために2つの間仕切りの間に空けられた小さな区画である。タンカーは通常タンクの最前部および最後部に防油区画を備えており、個別のタンクの間に備えていることもしばしばある。ポンプ室にはタンカーの積み荷配管につながっている全てのポンプを収容している。大きなタンカーの中には2つのポンプ室をもつものもある。ポンプ室は通常船の全幅に渡って設置されている。

### 船体設計

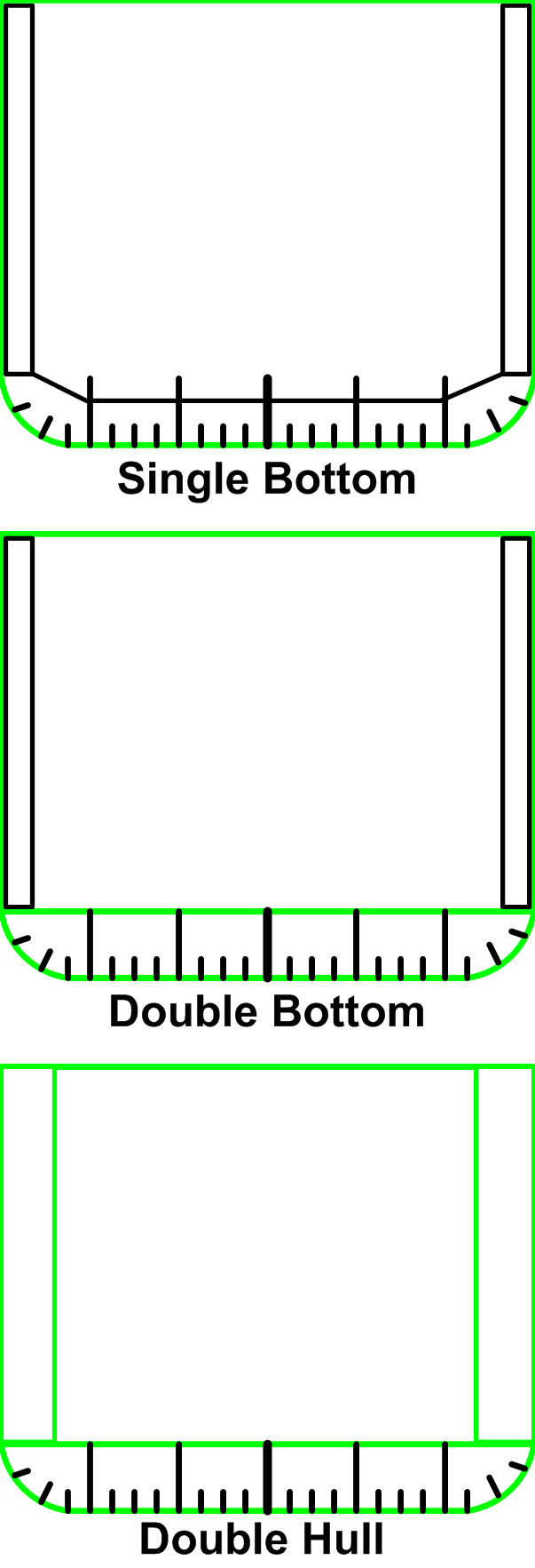
一重船殻、二重船底、二重船殻の断面図、緑の線は防水構造で、黒の線は防水構造ではない

タンカーの構造の主要部分は船体と外部構造の設計である。海と積み荷を隔てる単一の船殻を備えているタンカーは、単一船殻（シングルハル、single-hull）と呼ばれる。ほとんどの新しいタンカーは二重船殻（ダブルハル、double-hull）であり、船体と貯蔵タンクの間に追加の空間を備えている。二重船底や二重側面といったハイブリッド設計は単一船殻と二重船殻の要素を合わせたものである。世界中の全ての単一船殻のタンカーはマルポール条約の規定に従い2026年までに廃棄されることになっている。国際連合は単一船殻のタンカーを2010年までに廃棄することを決定した。
1998年、全米科学アカデミーの海洋委員会は二重船殻設計の賛否について業界の専門家に対する調査を行った。二重船殻設計の利点としては、緊急事態に際してバラスト水を入れて安定させることが容易であり、積み荷のタンクに海水をバラスト水として入れる必要を減じて腐食を少なくし、環境保護の観点から好ましく、積み荷の積み降ろしがより速く完全で簡単にでき、タンクの洗浄が効率的で、衝撃の小さな衝突事故や座礁事故に際して保護となるといったことが挙げられた。
同じ報告では二重船殻設計の欠点として、建造価格が高価で、運河の通航料や港の使用料など運航経費が高く、バラストタンクの換気が困難で、バラストタンクの継続的な監視と整備が必要で、横方向の自由表面を広げ、保守しなければならない表面積が増え、蒸気検出システムが備わっていなければ二重船殻空間での爆発の危険があり、二重船殻の船ではバラストタンクを清掃するのがより困難であるといったことが挙げられた。
全体として、二重船殻のタンカーは単一船殻のタンカーより座礁事故に際して、特に海岸があまり岩石で占められていないような場所であった場合には、より安全であるといえる。安全上の利点は、より大型の船や高速での衝撃に対してはあまり明白ではない。
二重船殻設計は小さなエネルギーでの衝突事故に際しては優れていて石油の漏れを防ぐことができるが、2つの船殻とも破断する大きな事故ではタンクから海に石油が漏れ出し、中間デッキタンカー、Coulombi Egg Tanker、マルポール条約以前のタンカーに対してさえかなり多い漏れとなる可能性がある。マルポール条約以前のタンカーはオイルコラムが低く、すぐに静水圧平衡に達するからである。

### 不活性ガスシステム
石油タンカーの不活性ガスシステムはその設計の最も重要な部分の1つである。燃料油それ自体はとても発火しづらいが、その炭化水素ガスはある濃度で空気と混合されると爆発性がある。不活性ガスシステムの目的は、タンクの内側に炭化水素ガスが燃えることのできないような環境を作ることである。
炭化水素ガスと空気の混合しているところに不活性ガスが送り込まれることにより、蒸気が発火できる最小濃度（下限界）が大きくなる。同時に蒸気が発火できる最大濃度（上限界）も下がる。タンク内の酸素の濃度が11 パーセントになった時、上限界と下限界は収束して燃焼可能範囲が消滅する。
不活性ガスシステムは酸素の濃度が5 パーセント未満の空気を送る。タンクから積み荷が排出されるにつれて、この不活性ガスが充填されて次の積み荷が積み込まれるまで安全な状態を保つ。例外はタンクの中に人間が入る場合である。タンクから炭化水素ガスを安全に追い出す作業は、炭化水素ガスの濃度が約1 パーセントを下回るまで不活性ガスで追い出すことによって実施される。これにより、不活性ガスを空気が置き換えても、炭化水素ガスの濃度は下限界まで到達することはなく安全である。

## 積み荷の取り扱い

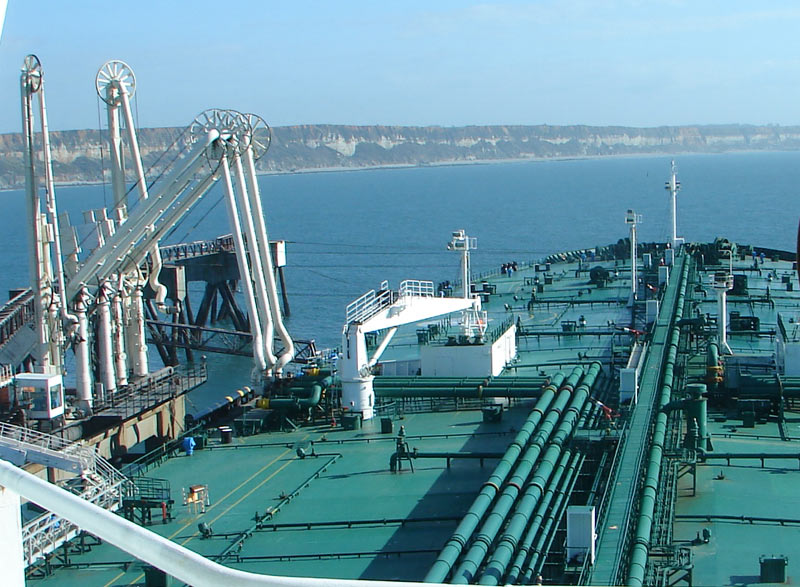
タンカーのマニホールドにローディングアームを接続して、タンカーと岸壁のステーションの間で積み荷が移送される

石油タンカー上での作業は、これまでの最良の経験と国際法に基づいて行われる。積み荷をタンカーに積み込み、タンカーから積み降ろす方法はいくつかある。1つの方法は、船を岸壁に繋留してホースかローディングアームを接続して行うものである。他には、沖合いのブイに船を繋留して、水面下でホースを接続して行う方法がある。また船から船へ転送する方法もある。この場合、2隻の船は海上で並んでマニフォールドからマニフォールドへ接続された柔軟なホースで石油を転送する。この方法はタンカーが大きすぎて特定の港に入港できないような場合にもしばしば用いられる。

### 転送前の準備
積み荷の転送作業を始める前に、船の一等航海士は、どれだけの量の積み荷を移送し、どのタンクから転送し、船のバランスがどのように変わるか、作業の詳細を定めた転送計画を作らなければならない。次の手順としては転送前打ち合わせがある。この打ち合わせでは、どのような種類の石油が転送されるか、転送の順序、関係者の氏名と肩書き、船側と陸上側の設備の詳細、転送中の重要な状態、定められている規制、緊急事態や漏洩防止の手順、監視と勤務体制、終了処理などを打ち合わせる。
打ち合わせが完了すると、船側の責任者と陸上側の責任者が最終チェックリストを再点検する。アメリカ合衆国では、このチェックリストはDOI (Declaration of Inspection) と呼ばれる。アメリカ合衆国以外ではこの文書は「船/陸上安全チェックリスト」(Ship/Shore Safety Checklist) と呼ばれる。チェックリストにある項目は以下の通りである。
1. 積み荷移送作業がまさに始まる時に通知されるべき適切な担当者
2. マニフォールドで積み荷を監視する適切な要員がいるか
3. 禁煙・裸火禁止の警告表示
4. 消火設備が緊急の使用に備えられているか
5. 繋留がしっかりしていて、緊急時の曳航ワイヤーが適切に備えられているか
6. 船と陸上の通信システムが正しく動作しているか
7. 許可されていない作業が実施されていないこと
8. 許可されていない人員が船上にいないこと
9. 安全な照明があること
10. 調理室への事前警告が行われていること
11. 積み荷タンクのリードが閉鎖されていること
12. マニフォールドの雫受けが使われていること
13. 不活性ガスシステムが点検されていること
14. 乗員施設への全てのドアとポートが閉鎖されていること
15. 空調設備が内部循環に設定されていること
16. 船と陸上の安全な往来ができること
17. タンクの換気設備が点検されていること
18. 船が自力航行可能な状態であること
19. 緊急時の遮断が了解されていること
20. 適切な旗が掲げられ、信号灯火が示されていること
21. 石油の漏れを防ぐため、甲板の排水口全てが閉鎖されていること
22. 許可されていない船舶がそばにいないこと
23. 積み荷配管が適切に設定され、使われない全てのバルブが閉鎖されていること
24. 全ての必要な火花防止具（アレスタ）が適切な状態で設置されていること[107]

### 積み込み

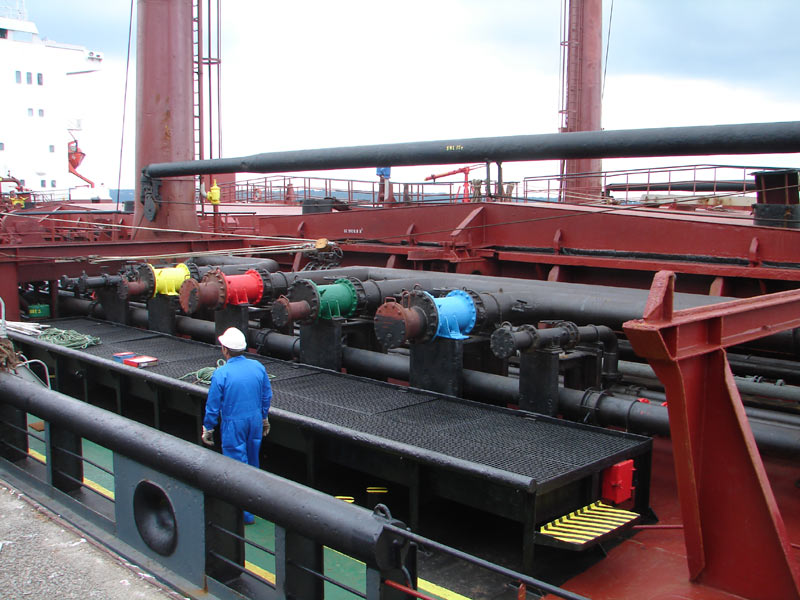
マニフォールドに接続された管により石油が積み込み・積み降ろされる

石油タンカーへの積み込みは、ポンプで石油を船のタンクに流し込むことによって行われる。石油がタンクに入るにつれて、タンク内の空気を何らかの方法で排出する必要がある。地域の規制により、この空気は大気中に放出されるか、あるいは空気戻し配管によりポンプステーションへ送り返される。また、釣り合いを保つために積み込み作業中にバラスト水を移動させることが普通である。
積み込みは、設備がうまく動作していて接続がきちんとしていることを確認するために、低圧でゆっくりと開始される。その後安定した圧力になり、タンクがほぼ一杯になった"topping-off"（満タン）の段階まで維持される。満タンになる状態は石油を扱う上でとても危険な時期であり、取り扱い手順は特に注意深く行われる。タンクの計量装置により担当者はあとどれくらいタンクに空間が残っているかを知ることができるようになっており、全てのタンカーは少なくとも2つの異なる計量装置を備えている。タンカーが石油で満たされるにつれて、乗員はバルブを開いたり閉じたりして石油の流れを変え、ポンプ設備と緊密に連絡をとって石油の流れを減らし最終的に止めるようにする。

### 積み降ろし

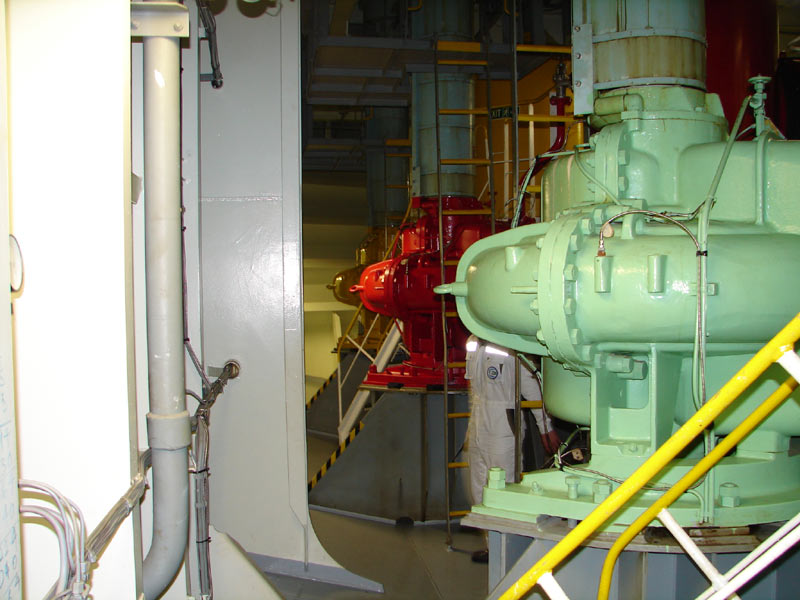
VLCCに設置されたこのポンプは、1時間に5,000立方メートルの石油を移送できる

タンカーから石油を積み降ろす処理は積み込みに似ているが、いくつか重要な点で異なっている。最初の手順は、積み込みの際と同じ転送前手順を行うことである。積み降ろしの際には、石油を陸上へ送るために用いられるのは船に設置された積み荷ポンプである。積み込みのときと同じ様に、設備がうまく動作していて接続がきちんとしていることを確認するために、低圧でゆっくりと開始される。その後安定した圧力となり積み降ろし作業中維持される。積み降ろし作業中、タンクの石油残量が注意深く監視され、またマニフォールドの接続箇所や船のポンプ室など重要な場所も監視される。担当者の指示の下、船員がバルブを開いたり閉じたりして石油の流れを変え、地上側の受け入れ設備と緊密な連絡を取って石油の流れを減らし、最終的に停止させる。

### タンクの清掃

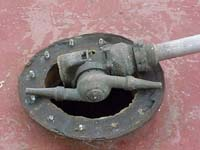
自動タンク清掃装置のノズル

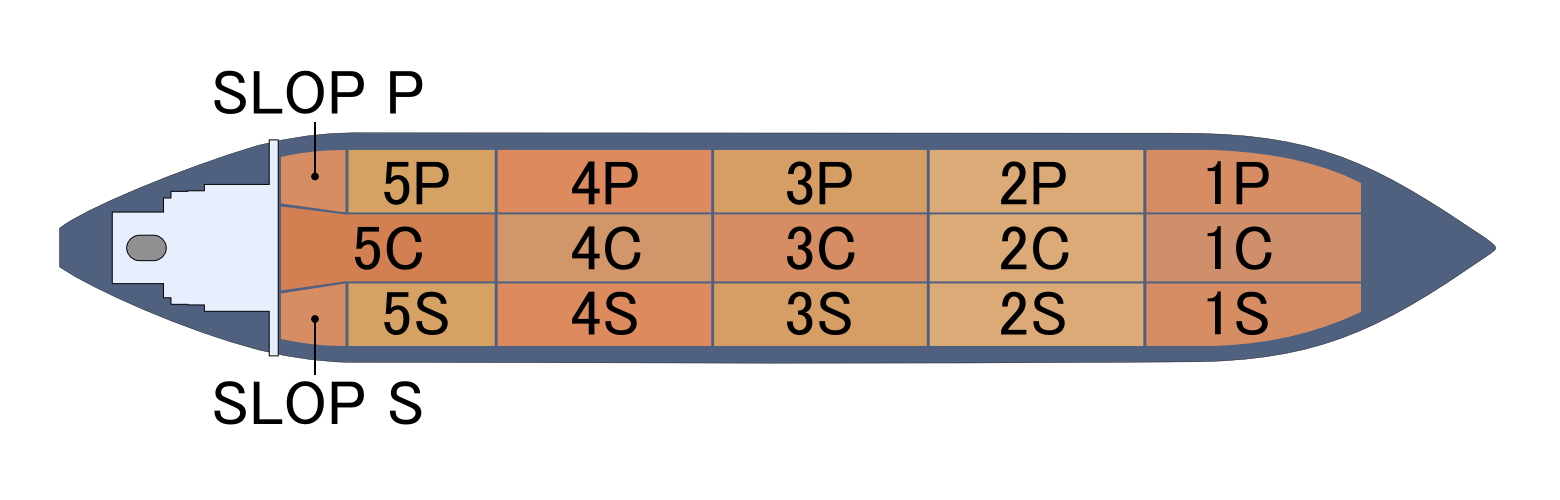
VLCC級石油タンカーの油槽配置
それぞれの油槽には前方から順番に番号が振られ、左舷側は"Port"を意味する"P"が、中央は"Center"を意味する"C"が、右舷側は"Starboard"を意味する"S"が加えられる。船尾側の左右にスロップタンク (Slop tank) がある。

時によって異なるが様々な理由によりタンクを清掃する必要がある。1つの理由としては、タンク内に入れて輸送する石油の種類を変更するということがある。また、タンク内に入って検査したり保守したりする必要がある時には、単に清掃するだけではなく石油蒸気の無い状態にしなければならない。
ほとんどの原油タンカーでは清掃用に専用の原油洗浄システムが備えられており、タンク洗浄システムを通じて積み荷の一部を循環させることで、ワックスやアスファルト状物質を取り除くようになっている。粘り気の少ない積み荷を輸送するタンクは水で洗浄される。高圧ウォータージェットでタンクを洗浄する備え付け、あるいは可搬式の自動タンク洗浄装置が広く用いられている。こうしたシステムの中には回転式の高圧ウォータージェットによってタンク内面すべてに湯を吹き付けるために用いるものもある。船舶は検査や修理のために定期的な入渠が求められるが、その前には必ず原油を抜いてから入念な洗浄作業を行う。この時、使用される洗浄作業によって汚れた海水は、油槽の底からポンプで吸い出されて船内のスロップタンク (Slop tank) へ送られる。このスロップタンクは、原油輸送時には他の油槽と同様に原油で満たされるが、油槽の洗浄時には油水分離槽として用いられ、スロップタンク内の汚水は十分な時間の後に油が上に浮いた下側のほぼ清浄な海水だけが船外へ排出され、油は適正な成分か確認されてから陸上施設へと送られる。
タンクが洗浄された後、タンクは石油蒸気の無い状態にされることがある。これは新鮮な空気をタンクに送り込んで溜まっていたガスを追い出すなどの方法がある。特別に訓練された人員が環境中の炭化水素ガス濃度を計測できる携帯ガス計測器によりタンクの環境を監視する。濃度がタンカーの規制で定められたある値を下回ると、タンク内に石油蒸気が無い (gas-free) と宣言される。石油蒸気がなくなった後、手作業での清掃作業がさらに行われることがある。この作業は"mucking"（くそいまいましい、といった意味の言葉）などと呼ばれる。この作業には、閉鎖環境への立ち入り手続き、防護服、指定された安全管理者、人工呼吸器の使用が必要である。

## 特殊目的石油タンカー
特別な軍用、あるいは経済的な目的を達成するために石油タンカーの特殊形式が発達した。これらの形式には、海軍の補給艦、鉱石・石油兼用船、浮体式貯蔵積出設備 (FSO)、浮体式生産貯蔵積出設備 (FPSO) などがある。

### 補給艦

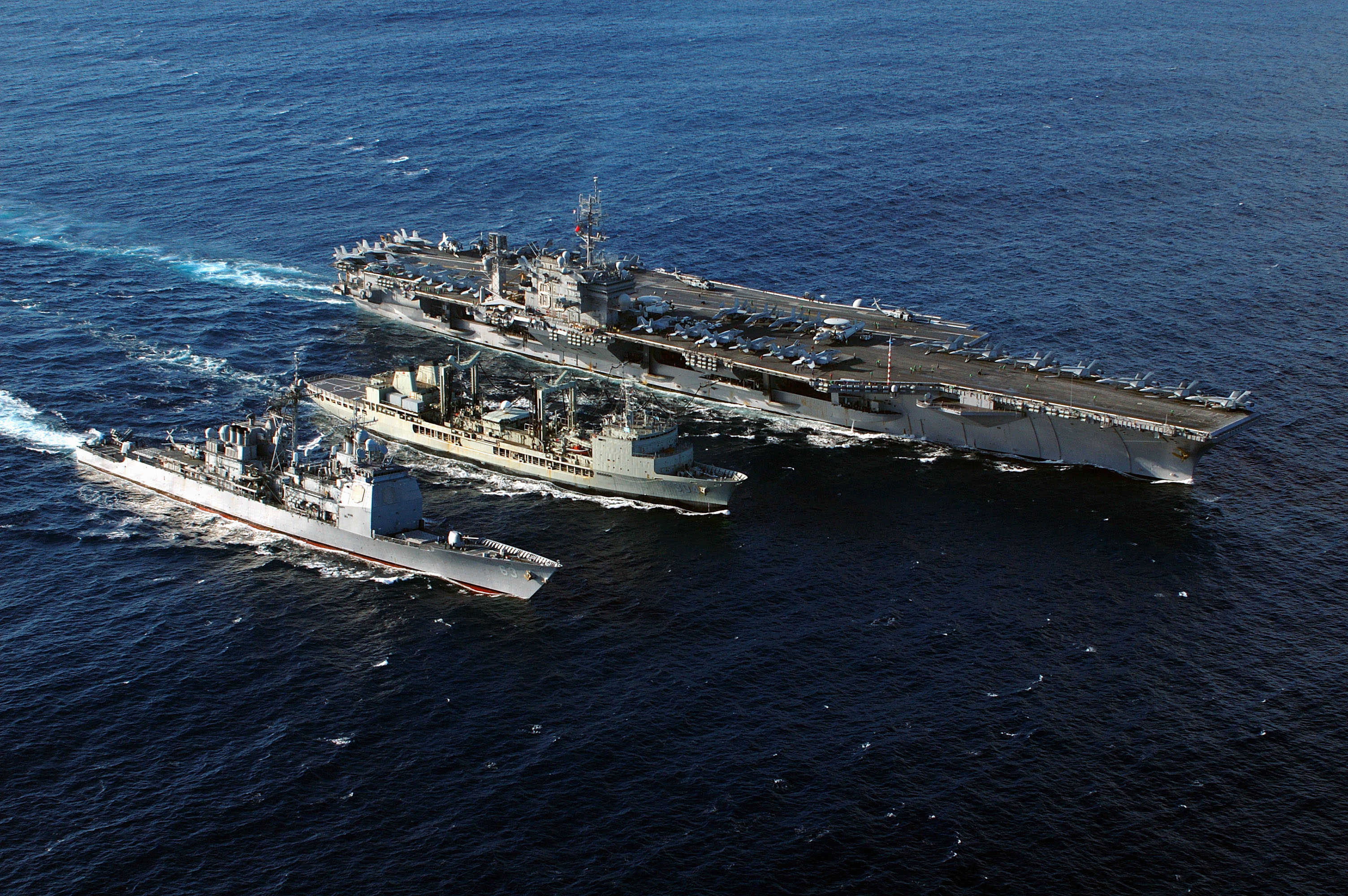
キティホークとカウペンスに給油するサクセス

補給艦は石油やその他の物品を航行中に他の船に補給できる船である。洋上補給として知られるこの作業により、艦艇が洋上に滞在できる時間と航続範囲を延長することができている。洋上補給ができるようになる以前は、入港するか錨泊して補給を受ける必要があった。燃料に加えて水・弾薬・食糧・その他の備蓄品や人員を送り届けることもある。

### 鉱石・石油兼用船

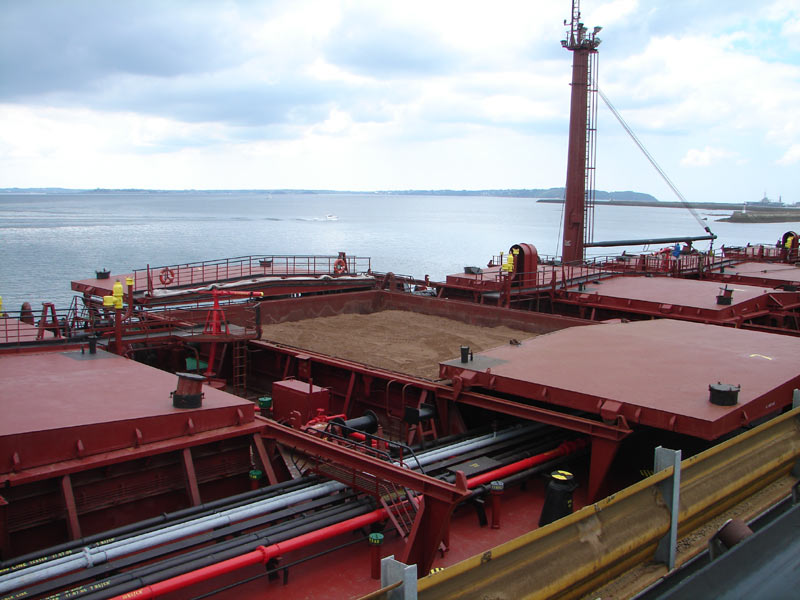
鉱石・石油兼用船の「マヤ」(Maya)、この写真はばら積み貨物用に用いられる船倉ハッチと石油用に用いられるパイプの両方が写っている

鉱石・石油兼用船は、乾性・液状両方のばら積み貨物を運べるように設計された船である。この設計は2つの点で柔軟性を備えるように意図されている。まず、鉱石・石油兼用船は市場の状況に応じて乾貨物と液状貨物の双方の輸送市場間で転属できる。2番目に、鉱石・石油兼用船は行きに石油を、帰りに乾貨物を積んで戻るような輸送ができて、利益を生まないバラストを積んでの航海の回数を減らすことができる。
実際には、鉱石・石油兼用船の設計により可能となる柔軟性はほとんど使用されることは無く、これらの船はどちらかの貨物に特化して用いられる傾向がある。またこうした船は特有の保守問題がある。まず、特化した設計ではないために鉱石・石油兼用船はばら積み貨物船に比べて乾性貨物を搭載するときにより磨耗や損傷の問題が起きる。もう一方で、ポンプやバルブや配管などの液状貨物のための設備が使われない期間に問題を起こす傾向がある。これらの要素から、1970年代以来世界中で鉱石・石油兼用船の数が着実に減少することになった。
有名な鉱石・石油兼用船としては、1980年9月に海で失われた最大のイギリス船舶となった、18万載貨重量トンの「ダービーシャー」がある。この船はカナダから日本への鉄鉱石を輸送している時に太平洋で台風により沈没した。

### 浮体式貯蔵設備

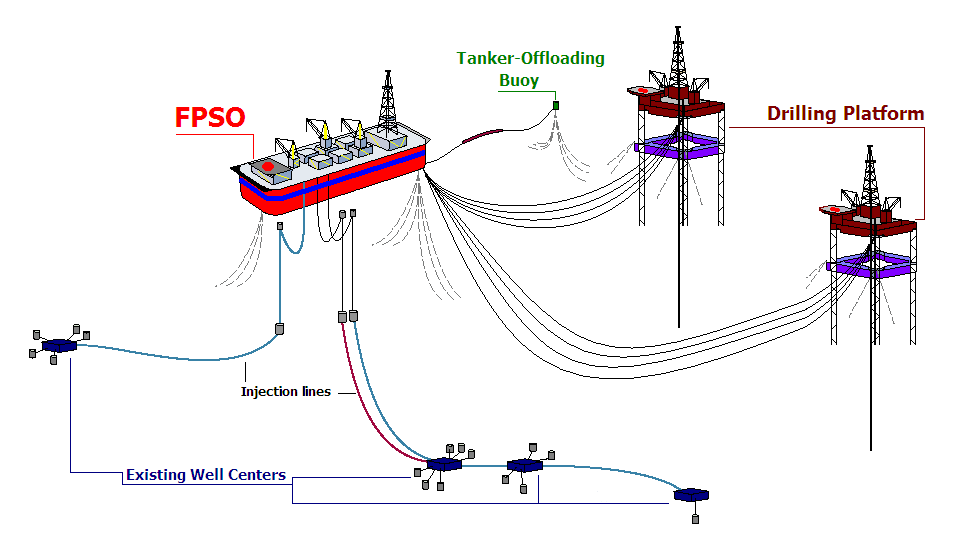
浮体式貯蔵設備はしばしば古いタンカーが用いられ、受け取りに来るタンカーのために石油を集めて貯蔵する

浮体式貯蔵積出設備 (FSO: floating storage and offloading unit) は、世界中の海上石油産業で、近くの石油プラットフォームから石油を受け取り石油タンカー（シャトル・タンカー）へ積み出すまで貯蔵するために用いられている。同様のシステムとして浮体式生産貯蔵積出設備 (FPSO: floating production storage and offloading unit) は搭載している石油の処理を行う能力がある。こうした浮体式設備により石油生産の費用を削減でき、また機動性や大きな貯蔵能力、生産の柔軟性などが得られる。
浮体式貯蔵積出設備や浮体式生産貯蔵積出設備はしばしば役目を終えた古いタンカーから改造されるが、新しい船体が建造されることもある。シェル・エスパーニャは1977年8月に初めてタンカーを浮体式生産貯蔵積出設備生産貯蔵積出設備として用いた。石油タンカーとして用いられていた船を浮体式貯蔵設備として用いた例としてはノック・ネヴィスがある。こうした設備は通常海底に繋留されている。天候が荒れる傾向のある地域では、ターレットスタイルの繋留システムが用いられることがある。ターレットシステムにより設備を回転させて海のうねりと風の影響が最小になるようにできる。

## 汚染

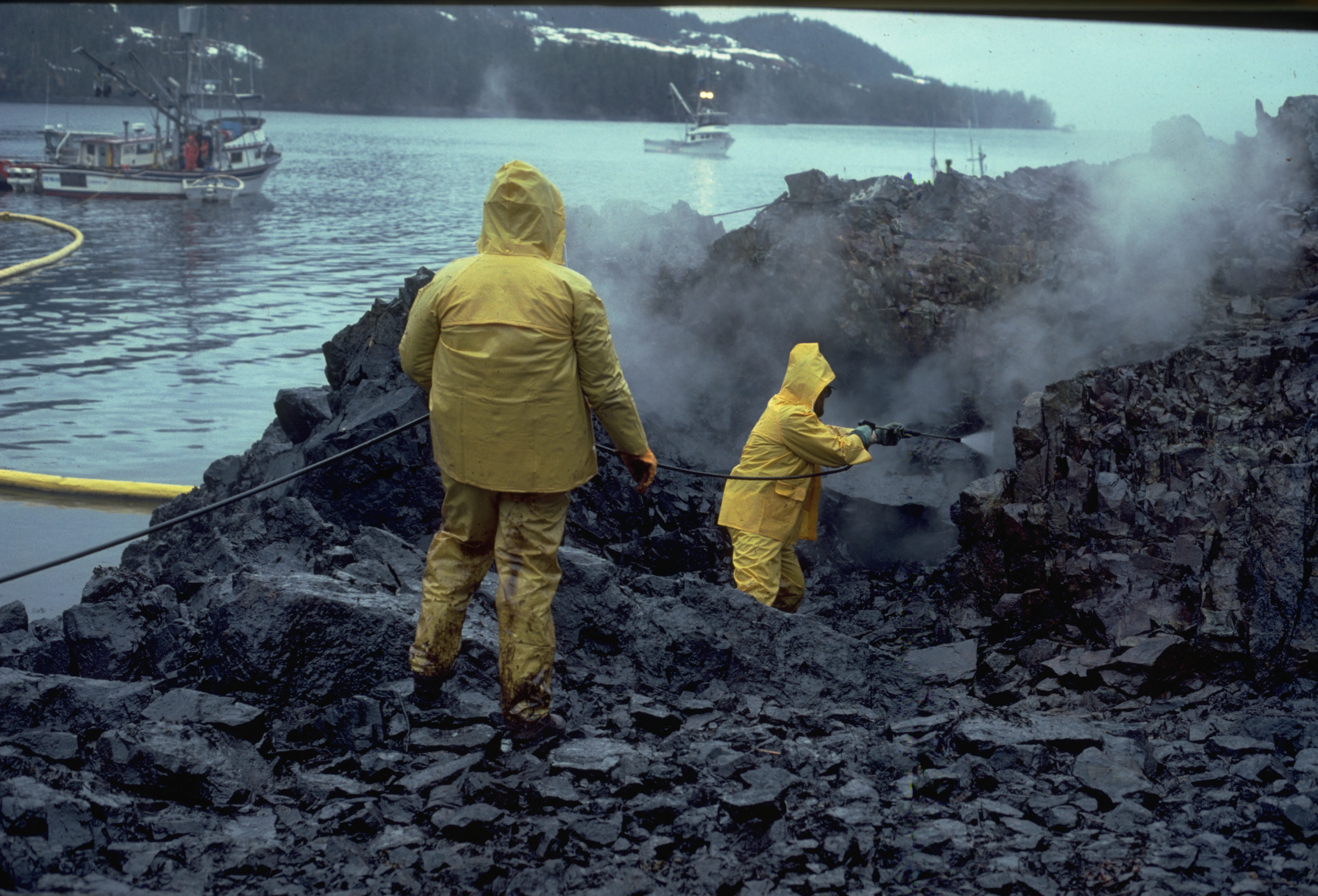
エクソンバルディーズ号原油流出事故では、アラスカのプリンス・ウィリアム湾に1080万ガロンの石油を流出させた

石油の流出事故は環境に衝撃的な影響を与える。原油には除去がとても難しい多環芳香族炭化水素を含んでおり、堆積物や海洋環境に数年間に渡って残存する。多環芳香族炭化水素にさらされた海洋生物は成長異常を引き起こし、病気に弱く、繁殖に異常をきたすことがある。
輸送されている石油の量を考えると、現代の石油タンカーは環境への脅威であると考えねばならない。上述したように、VLCCのタンカーは原油を200万バレル（32万立方メートル / 6200万ガロン）を輸送できる。これはよく知られたエクソンバルディーズ号原油流出事故の総流出量の約6倍になる。この1989年3月に起きた流出事故では、船は座礁して1080万ガロン（41,000 立方メートル）の石油を海に流出させた。科学者や管理者、ボランティアの努力にも拘らず40万羽以上の海鳥と約1,000匹のラッコ、膨大な数の魚が死んだ。しかしながら、タンカーの船主の組織はしばしば、海上輸送される石油の量を考えれば業界の安全業績は素晴らしいもので、輸送量のほんのわずかな割合しか流出させていないと主張する。国際独立タンカー船主協会 (INTERTANKO: International Association of Independent Tanker Owners) は、「事故による石油の流出はこの10年は最低水準で、それ以前の10年の3分の1、1980年代の半ば以来石油輸送量が倍増しているにも拘らず1970年代の10分の1である」としている。
石油タンカーは石油流出事故の1つの原因であるに過ぎない。アメリカ沿岸警備隊によれば、1991年から2004年までにアメリカ合衆国で発生した石油流出事故の総量のうち、35.7 パーセントがタンカーからで、27.6 パーセントが地上設備や、船舶以外のものから、19.9 パーセントがタンカー以外の船舶から、9.3 パーセントがパイプラインからである。一方で、実際の石油流出のうちわずか5 パーセントが石油タンカーからで、51.8 パーセントは他の種類の船からである。2004年の詳細な統計によれば、タンカーは流出の件数では5 パーセント未満であるが流出量では60 パーセント以上である。まとめれば、タンカーはその他の船舶に比べれば流出事故は稀であるが、流出すると重大である。
国際タンカー船主汚染防止連盟 (International Tanker Owners Pollution Federation) は1974年以来9,351件の石油流出事故を確認している。この調査によれば、ほとんどの流出が積み荷の積み込み・積み降ろし・燃料油の積み込みなど日常の作業から発生している。日常作業から発生する石油流出事故の91 パーセントは小さなもので、1件当たり7 トン以下の流出である。一方、衝突や座礁、船体の破断や爆発などの事故による流出はより大きく、こうした事故による流出のうち84 パーセントでは700 トン以上の流出がある。
エクソンバルディーズ号の流出事故の後、アメリカ合衆国では領海内に進入する全てのタンカーに対して2015年までに二重船殻にすることを義務付ける連邦油濁法を制定した。「エリーカ」の1999年、「プレステージ」の2002年の流出事故 (プレステージ号原油流出事故) の後、欧州連合も全てのタンカーに2010年までに二重船殻にすることを要求する独自の厳しい汚染対策を制定した。この対策では新しい「重大な怠慢」(serious negligence) という法的概念を導入したため論争を呼んでいる。